# Nidalia lampas
Nidalia lampas is een zachte koraalsoort uit de familie Nidaliidae. De koraalsoort komt uit het geslacht Nidalia. Nidalia lampas werd in 1910 voor het eerst wetenschappelijk beschreven door Thomson & Mackinnon. 